# Organix
Albums de The Roots
Do You Want More?!!!??!
(1994)
Organix est le premier album studio des Roots, sorti le 19 mai 1993.
Publié de manière indépendante, l'album connaît un tel succès qu'il attise la convoitise des maisons de disques et le collectif finit par signer chez DGC Records. Organix ressort en 1998, cette fois-ci, chez Cargo Records.
Il s'est classé 93e au Top R&B/Hip-Hop Albums.

## Liste des titres
| No  | Titre                                             | Contient un (des) sample(s) de                                                              | Durée |
| --- | ------------------------------------------------- | ------------------------------------------------------------------------------------------- | ----- |
| 1.  | The Roots Is Comin'                               |                                                                                             | 1:15  |
| 2.  | Pass the Popcorn                                  |                                                                                             | 5:31  |
| 3.  | The Anti-Circle                                   | Inspecteur Gadget de Shuki Levy et Haïm Saban                                               | 3:46  |
| 4.  | Writers Block                                     |                                                                                             | 1:42  |
| 5.  | Good Music (Prelude)                              |                                                                                             | 1:01  |
| 6.  | Good Music                                        |                                                                                             | 4:33  |
| 7.  | Grits                                             | Pot Belly de Lou Donaldson Living for the City de Stevie Wonder Bitches Brew de Miles Davis | 6:34  |
| 8.  | Leonard I-V                                       |                                                                                             | 4:05  |
| 9.  | I'm Out Deah                                      |                                                                                             | 4:08  |
| 10. | Essawhamah? (Live at the Soulshack)               |                                                                                             | 4:20  |
| 11. | There's a Riot Going On                           |                                                                                             | 0:11  |
| 12. | Popcorn Revisited                                 |                                                                                             | 4:03  |
| 13. | Peace                                             |                                                                                             | 1:14  |
| 14. | Common Dust                                       |                                                                                             | 5:02  |
| 15. | The Session (Longest Posse Cut in History, 12:43) | Feel the Heartbeat des Treacherous Three                                                    | 12:43 |
| 16. | Syreeta's Having My Baby                          |                                                                                             | 0:43  |
| 17. | Carryin' On                                       |                                                                                             | 1:28  |